# Saigō-no-Tsubone
Saigō-no-Tsubone o Lady Saigō (西郷の局o西郷 Saigō-no-Tsubone (1552 - 1 de julio de 1589)), también conocida como Oai, fue la primera consorte y confidente de confianza de Tokugawa Ieyasu, el señor samurái que unificó Japón a finales del siglo XVI y luego gobernó como Shogun. Ella fue también la madre del segundo shogun Tokugawa, Tokugawa Hidetada .
Durante su relación, Saigō-no-Tsubone influenció las filosofías de Ieyasu, la elección de los aliados, y las políticas conforme él obtenía poder a finales de los período Sengoku, y por lo tanto tiene un efecto indirecto sobre la organización y composición del shogunato Tokugawa. Aunque poco se sabe de ella menos que de algunas otras figuras de la época, ella es generalmente considerado como el "poder detrás del trono", y su vida ha sido comparada con una "Ceniciente" del Japón feudal. Sus aportes fueron considerados tan importantes que fue incluida póstumamente al rango superior Primero de la Corte Imperial, el más alto honor que puede ser otorgado por el Emperador de Japón .
Una vez que ella estaba en una posición respetada y segura como primera consorte y madre del heredero de Ieyasu, Lady Saigō utilizó su influencia y riqueza con fines benéficos. Una devota budista, donó dinero a los templos en la provincia de Suruga , donde residió como la consorte de Ieyasu, por primera vez en el castillo Hamamatsu y más tarde en el castillo Sunpu. Como era muy corta de vista, también estableció una organización caritativa que ayuda mujeres con discapacidad visual, sin otros medios de apoyo. Señora Saigō murió a una edad relativamente joven, en circunstancias algo misteriosas. Aunque el asesinato era sospechoso, no fue identificado el culpable.
Señora Saigō tuvo cuatro hijos: tenía un hijo y una hija (Saigō Katsutada y Tokuhime), mientras que se casó y tuvo dos hijos más tarde como la consorte de Tokugawa Ieyasu Tokugawa Hidetada e: Tadayoshi Matsudaira. Entre los descendientes de Lady Saigō están la Emperatriz Meishō (1624-1696), una de las pocas mujeres en tener el Trono del Crisantemo como emperatriz reinante. 

## Nombre
El término "Saigō-no-Tsubone", utilizado en la mayoría de los textos históricos, es un título oficial en lugar de un nombre. Como adulto, fue adoptada en el clan Saigō, por lo que se le permitió utilizar el apellido. Más tarde, cuando fue nombrada primera consorte de Tokugawa Ieyasu, el título "Tsubone" se añade al apellido. El título fue uno de varios sufijos usados por las mujeres de alto rango (otros incluyen-kata y dono-). El otorgamiento de un título dependía de la clase social y la relación con su señor samurái, si ella era una esposa o una concubina legítima, y si no había tenido hijos con él.  La palabra Tsubone indica las viviendas reservadas para las damas de la corte, y se convirtió en el título para los que se les había concedido cuartos privados, tales como a las altos concubinas con niños. Este título, Tsubone, estuvo en uso durante las concubinas del Período Heian hasta el período Meiji (desde el siglo VIII hasta el siglo XX), y es comúnmente traducido al inglés como "Lady".
Aunque el nombre de Saigō-no-Tsubone no aparece en los documentos sobreviviente de la época, hay buena evidencia de que era Masako (昌子), pero este nombre se utiliza muy raramente. Su nombre más comúnmente usado era Oai (お愛o于爱, que significa "amor") y se acepta por la mayoría de las fuentes que se trataba de un apodo que adquirió cuando era niña. Los amigos íntimos y la familia la llamaba Oai a lo largo de su vida, y es el nombre más utilizado en las modernas referencias culturales populares. Después de la muerte, fue galardonada con un nombre póstumo budista , y una abreviatura de ese nombre, hodai-in (宝台院), se utiliza a veces por respeto.

## Antecedentes
La familia Saigō era una rama del distinguido del clan Kikuchi de Kyushu que habían emigrado hacia el norte a la Provincia de Mikawa en el siglo XV. En 1524, las fuerzas de Matsudaira Kiyoyasu (1511-1536), el abuelo de Tokugawa Ieyasu , asaltaron y tomaron la sede del clan de Saigo en el castillo Yamanaka durante su conquista de la región Mikawa. Poco después de la batalla, Saigō Nobusada, el tercer jefe de la familia Saigō, fue presentado al clan Matsudaira. Después de la prematura muerte de Kiyoyasu en 1536, y el liderazgo ineficaz y la muerte prematura de Matsudaira Hirotada (1526-1549), el clan Matsudaira estuvo sin líder hasta que finalmente se entrega el mando a Imagawa Yoshimoto (1519-1560) de la provincia de Suruga, al este de Mikawa. Cuando el Matsudaira cayó al Imagawa, los clanes de sus criados, que incluía el Saigō, igualmente presentado a los Imagawa. Después de la batalla de Okehazama (1560), Masakatsu Saigō intentó reafirmar la independencia del clan mientras dando algunas concesiones de tierras a los Imagawa. En respuesta, Imagawa Ujizane arrestado trece hombres Saigo, y tenía verticalmente empalados cerca de Castillo Yoshida. Las ejecuciones no disuadieron a la Saigō, y en 1562 los Imagawa lanzaron invasiones punitivas de este Mikawa y atacaron a los dos castillos principales Saigo. Masakatsu fue muerto en la batalla del castillo de Gohonmatsu;. Su hijo mayor Motomasa fue asesinado durante la batalla por el castillo de Wachigaya el liderazgo del clan pasó al hijo de Masakatsu, Saigō Kiyokazu (1533-1594), quien prometió su lealtad al clan Matsudaira, bajo el liderazgo de Tokugawa Ieyasu, en su lucha mutua contra los Imagawa. En 1569, el poder de los Imagawa terminó con el cerco del castillo de Kakegawa.
Ni el nombre de la madre de la Virgen Saigō ni sus fechas de nacimiento o defunción se registran en los documentos existentes, aunque se sabe que ella era la hermana mayor de Saigō Kiyokazu. El padre de lady Saigō fue Tozuka Tadaharu de Provincia Tōtōmi , bajo la luz directa el control del clan Imagawa. El matrimonio entre Tadaharu y su esposa estaba muy probable organizado por el clan Imagawa.

## Biografía

### Infancia
Señora Saigō nació en 1552 en el castillo de Nishikawa , un castillo rama del clan Saigō, y, muy probablemente le dio el nombre de Masako poco después del nacimiento. [9] [13] los matrimonios japoneses no suelen ser matrilocal , [18] pero Tadaharu puede haber sido asignado a Castillo Nishikawa como un agente de los Imagawa. Masako pasó su infancia junto a sus dos hermanos en bucólico provincia oriental de Mikawa, y en algún momento se ganó el apodo de la OAI. En 1554, su padre murió Tadaharu en la Batalla de Enshu-Omori, entre los Imagawa y el clan Hojo . [19] Dos años más tarde, su madre se casó con Hattori Masanao;. la unión dio lugar a cuatro hijos, aunque solo dos sobrevivieron hasta la edad adulta [ 20] [21]
Algunas fuentes afirman que al llegar a "la edad adulta" Oai casado, nota un pero enviudó poco después. [9] [10] El nombre del esposo no es mencionado y había aparentemente sin hijos. Otras fuentes no mencionan el matrimonio, o indican que nunca hubo una "primera" matrimonio anterior. [7] [20] Se sabe con certeza que en 1567, se casó con Oai Saigō Yoshikatsu, su prima y el hijo de Motomasa, que ya había tenido dos hijos con su esposa fallecida. [20] [21] [22] Oai dio dos hijos por Yoshikatsu: su hijo, Saigō Katsutada, nació alrededor de 1570, sino que también tuvieron una hija, posiblemente llamado Tokuhime. Nota b [ 22] [23] [24]
En 1571, Saigō Yoshikatsu fue muerto en la batalla de Takehiro, luchando contra las fuerzas invasoras del clan Takeda dirigido por Akiyama Nobutomo . [25] Poco después de la muerte de Yoshikatsu, Oai fue formalmente adoptado por su tío, Saigō Kiyokazu, entonces el jefe de la clan de Saigō, aunque ella eligió vivir con su madre en la casa de su padrastro. [10] [20]